# 義兄弟

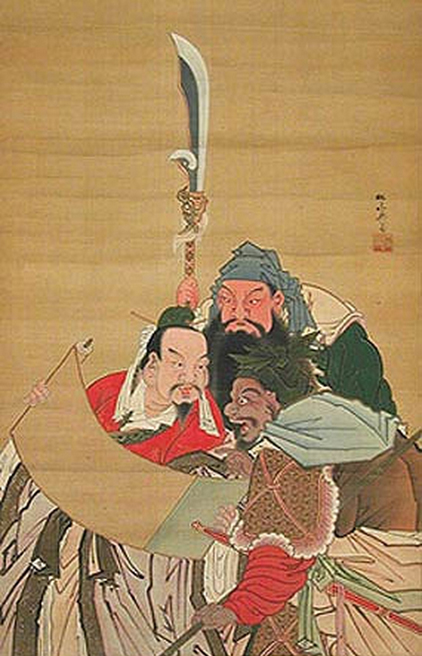
『三国志演義』に登場する劉備、関羽、張飛の義兄弟

義兄弟（ぎきょうだい、ぎけいてい）は、固い契りにより、血縁のない男性が、兄弟に等しい盟友関係となることである。
任侠や講談の世界で登場する。洋の東西を問わず類似の概念は見られる。中国では結誼とか契兄弟などと呼ばれ、英語にもblood brotherやsworn brotherなどの言葉がある。

## 儀式
英語圏
英語圏では、Blood brother と呼び、blood oathと呼ばれる宣誓儀式を行う。この儀式では、自らの指・手・腕のいずれかに傷を付け、互いの傷同士を重ね、血を交換する。血液感染症のリスクがある。
スキタイ
ワインと両者の血を混ぜ、飲みあうことで義兄弟となった。出典不明だが、ワインを動物の乳に置き換えることもあったようだ。
スカンジナビア
槍を交差させ作られたアーチの下で血を流しあう。ギースリのサガ、義兄弟のサガ等に記載されている。
中国
三国志演義での桃園の誓いが有名（史実では義兄弟ではない）。
フィリピン
血の盟約という儀式を行う。
バルカン諸国・トルコ
兵士たちを結束させるため、式典を通じて兵士たちを一つの家族とする風習となった。出典不明だが、腕を絡み合わせワインを飲む儀式と関連があるらしい。

## 著名な義兄弟

### 歴史上の人物
- 孫策と周瑜、韓遂と馬騰 - 『三国志』(陳寿)
- 項羽と劉邦
- 安禄山と安思順
- チンギス・カンの父イェスゲイとケレイトの王オン・カン
- チンギス・カン（テムジン）とジャムカ
- 新門辰五郎と小金井小次郎
- 近藤勇と佐藤彦五郎、小島鹿之助
- 北条氏康と今川義元、武田信玄
- 立花宗茂と小早川秀包
- イギリスのナイジェリア総督フレデリック・ルガードとアフリカの酋長達
- アミチュアナイ・アノアイとピーター・メイビア - 2人の関係性から、ピーターの息子であるロッキー・ジョンソンや孫のザ・ロックもアミチュアナイを始祖とするプロレスラー一家であるアノアイ・ファミリーに数えられることが一般的である。

## 神話・伝承・創作上の人物等
- オーディンとロキ - 北欧神話
- 孫悟空と牛魔王 - 『西遊記』
- 劉備と関羽、張飛 - 『三国志演義』（史実では義兄弟ではない）
- 宋江と扈三娘等 - 『水滸伝』
- ルフィとエース、サボ - 『ONEPIECE』